# Греково-Второе
Греково-Второе (укр. Грекове Друге) — село, относится к Подольскому району Одесской области Украины.
Население по переписи 2001 года составляло 28 человек. Почтовый индекс — 66356. Телефонный код — 4862. Занимает площадь 0,18 км². Код КОАТУУ — 5122987404.

## Местный совет
66355, Одесская обл., Подольский район, село Ставки.